# Феофоб
Феофоб (греч. Θεόφοβος) — византийский полководец в правление императора Феофила (829—842). Согласно противоречивым сведениям греческих источников, Феофоб был персом по происхождению, либо предводителем бежавших в начале 830-х годов в Византию хуррамитов, либо его сыном. Феофоб возглавлял византийскую армию в нескольких кампаниях против арабов. Его войска захватили и разграбили родной город халифа аль-Мутасима Запетру, что привело к катастрофическому падению Амория в 838 году. Согласно некоторым источником, Феофоб был женат на сестре императора. Возможно также, он был усыновлён Феофилом. Незадолго до смерти Феофила в 842 году Феофоб был убит по приказу императора, чтобы обеспечить передачу трона сыну последнего Михаилу.
В 1934 году французский византинист Анри Грегуар выдвинул теорию о тождественности Феофоба известному из арабских источников полководцу Насру. В настоящее время эта теория является общепринятой.

## Феофоб и Наср
Основным источником сведений о Феофобе является хроника Продолжателя Феофана, в основных моментах соответствующая изложению более ранней хроники Генезия. Обе они приводят две версии происхождения Феофоба. Согласно первой из них, он «родился не в законном, а в тайном браке от некоего человека царского рода, прибывшего в Константинополь с посольством из Персии и потом покинувшего город». В Византии его родители оказались, спасаясь от арабов. Через некоторое время царское происхождение Феофоба стало известным императору, и его поселили во дворце. Другая версия гласит, что «Феофоб вовсе не был незаконным сыном некоего посла, но его отец, то ли царь, то ли близкий царский родственник, в результате обычных на войне превратностей бежал из Персии и явился в царственный город, где жил в бедности и служил у одной торговки, с которой позже в любви и законном браке родил сына». Ещё одну версию приводит хроника «семьи Симеона Логофета», в которой ничего не говорится о константинопольском происхождении Феофоба, и сообщается только, что Феофоб с четырнадцатью тысячами персов перешел к Феофилу. Император разделил это войско между фемами, а Феофоба женил на сестре своей жены Феодоры. Согласно Продолжателю Феофана, 7000 воинов в Византию привёл «из любви к Феофобу и страха перед агарянами» Бабек, после чего император наградил Феофоба чином патрикия и женил на своей сестре. Как отмечает российский византинист Я. Н. Любарский, это сообщение хрониста явно ошибочно, поскольку Бабек никогда не покидал пределов Персии, однако покорённые арабами персы действительно постоянно выступали в Арабском халифате против своих завоевателей, и около 833 года в Византию прибыл отряд персов-хуррамитов. А. Васильев обращает внимание на то, что в более раннем изложении Генезия персы обнаружили Феофоба возрасте 12 лет. Однако, даже если бы это произошло в первый год царствования Феофила в 829 году, то к моменту смерти Феофоба в 842 году ему было всего 24 года. Это маловероятно, учитывая, что уже в начале правления Феофила он выступал в качестве полководца. Таким образом, обе версии нельзя признать достоверными. Более поздняя хроника Михаила Сирийца (XII век) утверждает, что войско хуррамитов пришло из Персии в январе 834 года под командованием Насра. С учётом того, что Феофоб не является персидским именем, а Наср далее участвовал в походе к Запетре, А. Грегуар (1934) сделал вывод о тождественности этих двух полководцев. Дополнительные соображения в пользу этой теории привёл А. Васильев. В настоящее время эту точку зрения разделяет большинство исследователей. Я. Н. Любарский считает это отождествление не слишком убедительным, не предлагая, однако, своей версии. По предположению Ж. Синеса Кодоньера, Наср был отцом Феофоба.
Согласно Михаилу Сирийцу, Наср был одним из полководцев Бабека, перешедшим на сторону Византии и принявшим христианство. Причины, по которым это произошло сирийский историк не указывает, однако в 833 году, согласно ат-Табари, началось крупное восстание хуррамитов. В августе для его подавления был отправлен губернатор провинции Джибаль Исхак ибн Ибрахим аль-Мусаби. В декабре 833 года тот сообщил о своей победе, в результате которой 60 000 хуррамитов было убито (5000, согласно Михаилу Сирийцу), а остальные бежали в Византию. Далее, сообщая о византийском походе на Запетру, ат-Табари называет в числе его участников хуррамитов, ранее восставших в Джибале. Их предводителем арабский историк называет Барсиса. По предположению А. Грегуара, в оригинале должно было стоять имя Нарсес, соответствующее Насру у Михаила Сирийца. При этом существуют версии рукописей труда ат-Табари без указания имени предводителя хуррамитов.

## В Византии
Спасаясь от арабов, персы-хуррамиты прибыли в Византию в 834 году. Источники называют различное их число: «множество тысяч» у арабского историка аль-Масуди, 14 000 у продолжателя Георгия Амартола и 30 000 у Продолжателя Феофана. При этом, однако, во время битвы при Анзене, императора Феофила сопровождало 2000 персов. Вероятно, в Византии приняли христианство. Согласно арабскому географу IX века Якуби, среди беженцев были жители различных приграничных провинций халифата на территории современного Азербайджана. Следующее сообщение о Насре относится к 838 году когда, согласно Масуди, он вместе со своими людьми в битве при Анзене спас императора Феофила. После катастрофического падения Амория в том же году, халиф аль-Мутасим потребовал выдачи «Насра Хурданаита, его сына и Мануила» (Михаил Сириец). Под Мануилом здесь подразумевается другой беженец из халифата, Мануил Армянин, также ставший в Византии известным военачальником. Упоминание в этом контексте сына Насра указывает на то, что он либо уже был к тому времени полководцем, либо же обладал какими-то династическими правами. Несколькими строками ниже в хронике Сирийца сообщается о гибели Насра в боях против арабского губернатора Месопотамии Абу Саида. После того, как халиф увидел отрезанную и засоленную голову, он испытал радость, узнав о гибели разорителя Запетры. В других источниках об участии Насра в этой кампании 837 года не сообщается. О битве, в которой Абу Саид победил хуррамитов говорится в поэме Абу Таммама. По мнению Мариуса Канара и А. А. Васильева, именно об этой битве говорил Михаил Сириец. Поэт утверждает, что последняя битва Насра с Абу Саидом произошла на территории Византии у реки Акаркас, однако это место не известно из других источников.

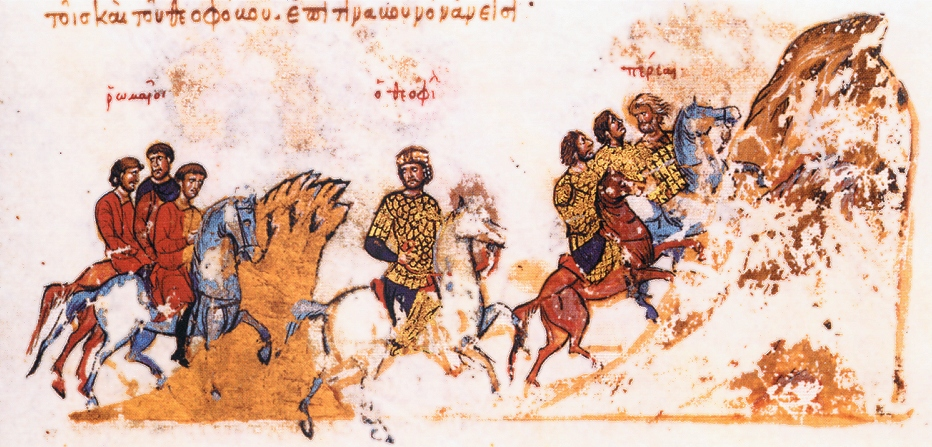
Император Феофил спасается бегством после поражения при Анзене. Иллюстрация из Мадридской рукописи «Хроники» Иоанна Скилицы.

Дополнительные подробности о Феофобе содержатся в греческих источниках. Согласно Генезию, с 12 лет он был взят в императорский дворец, где получил хорошее образование. Информацию Продолжателя Феофана о присвоении ему ранга патрикия подтверждает свинцовая печать IX века. Информацию о его супруге, которая была либо сестрой Феофила или Феодоры, уточнить не представляется возможным. Известно, что у Феодоры было три сестры, две из которых известны по имени, равно как и их супруги. Возможно, неизвестная по имени сестра действительно вышла замуж за Феофоба, а затем её имя было удалено по damnatio memoriae после казни Феофоба. Ещё одной проблемой в связи с отношениями Феофоба с правящей династией является личность человека, ставшего кесарем в 831 году и разделившего триумф вместе с императором Феофилом. Помимо зятя императора Алексея Муселе это мог быть Феофоб. Ещё одна датируемая 830-ми годами печать называет Феофоба «екзосиастом Персии» (греч. έξουσιαστή τῶν Περσῶν), которым обычно иностранные правители называли себя по отношению к византийскому императору. Вероятно, применительно к Феофобу он означал либо его положение как главу персов на службе Византии, либо как правителя персов в их стране. Ж. Синес Кодоньер склоняется ко второму варианту.
Последний период жизни Феофоба обычно связывают с поражением византийской армии под Анзеном летом 838 года. Генезий приводит две версии событий. Согласно первой из них, Феофил был вынужден спешно вернуться в столицу, доверив Феофобу общее командование. Воспользовавшись этим, персы восстали, провозгласили своего командира императором и захватили Синоп или Амастриду. Согласно второй версии, Феофоб однажды предложил императору предпринять ночную атаку, которую другие советники назвали опасной, и убедили император, что Феофоб замышляет против него. Поняв это, Феофоб со своими сторонниками бежал в Амастриду и стал ждать развития событий. Против него был послан флот. Продолжатель Феофана придерживается второй версии Генезия в части причины немилости императора, сообщая новые подробности. Согласно ему, битва состоялась днём, и после того, как началось бегство византийцев, Феофоб с двумя тысячами персов обеспечил безопасность императора. Сопоставление с рассказом Михаила Сирийца, который называет местом событий Пафлагонию, а противником византийцев арабского полководца Афшина, приводит к выводу о совпадении места и времени этих событий с битвой при Анзене. Согласно У. Тредголду, восстание хуррамитов против Феофила продолжалось до 839 года. После его подавления, персы были рассеяны по различным фемам, в каждую из которых было отправлено по 2000 воинов. Феофоб пережил эти события, и был казнён только в 842 году, когда император Феофил перед своей смертью устранил всех возможных соперников своего малолетнего сына Михаила. По приказу императора Феофоба казнил брат императрицы Петронас.